# تپه قبله‌بلاغی
تپه قبله بلاغی مربوط به دوران‌های تاریخی پس از اسلام است و در شهرستان زنجان، بخش قره‌پشتلو، روستای قبله بلاغی واقع شده و این اثر در تاریخ ۵ آذر ۱۳۸۰ با شمارهٔ ثبت ۴۲۳۶ به‌عنوان یکی از آثار ملی ایران به ثبت رسیده است.